# Jan Drzewiecki (kapitan)

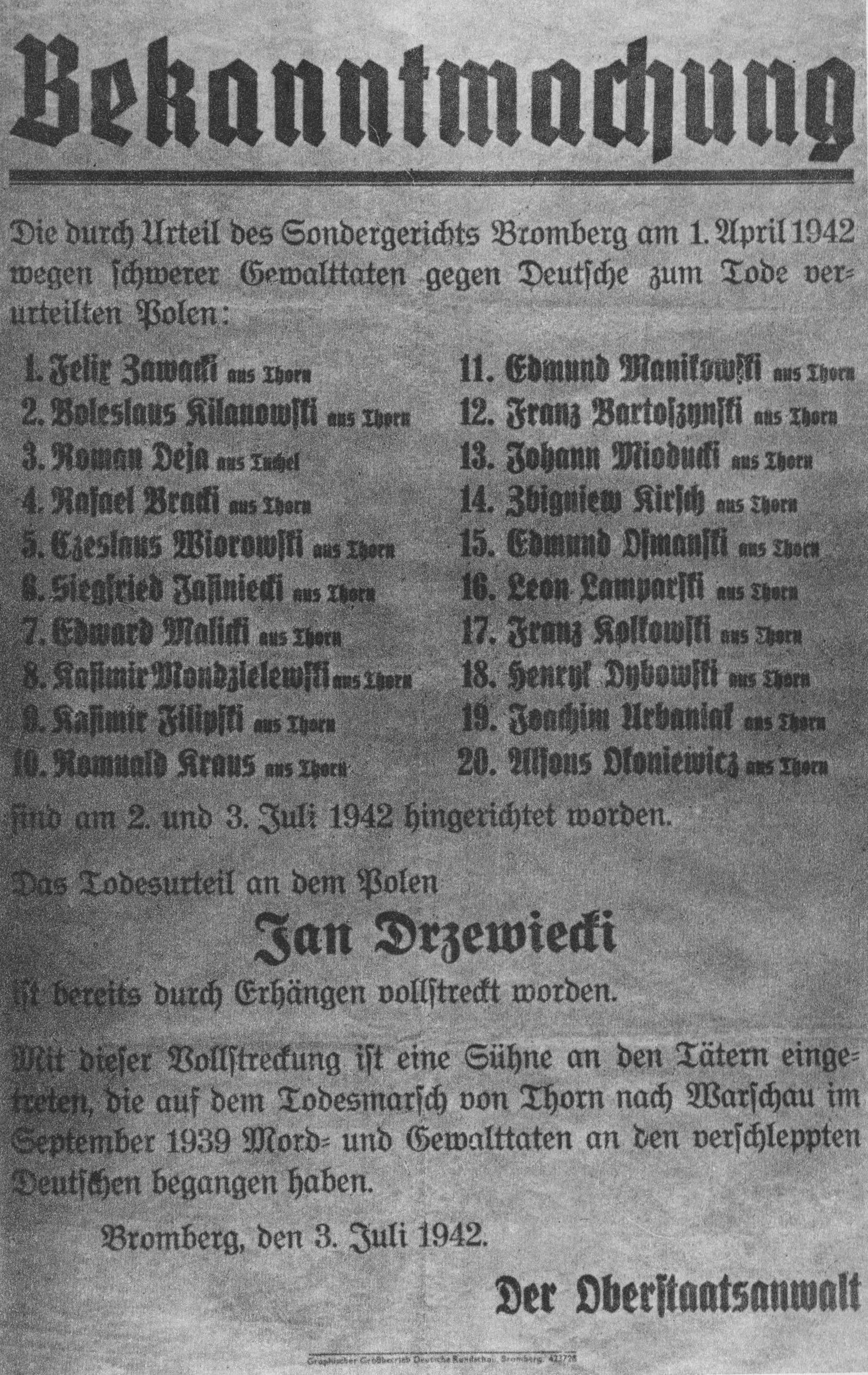
Niemieckie obwieszczenie informujące o straceniu kpt. Jana Drzewieckiego i jego 20 towarzyszy

Jan Drzewiecki (ur. 20 kwietnia 1898 w Leśmierzu, zm. 1 lipca 1942 w Toruniu) – kapitan rezerwy piechoty Wojska Polskiego.

## Życiorys
W roku 1934 był porucznikiem rezerwy 36 pułku piechoty Legii Akademickiej ze starszeństwem z dniem 1 grudnia 1920 i 2. lokatą. Pozostawał na ewidencji Powiatowej Komendy Uzupełnień Warszawa Miasto III.
W czasie kampanii wrześniowej wyznaczony został do konwojowania 500 Polaków niemieckiego pochodzenia, przeznaczonych do internowania w Warszawie po agresji III Rzeszy na Polskę. W skład konwoju wchodziło 200 junaków Przysposobienia Wojskowego z gimnazjum Kopernika i szkół zawodowych Torunia. Drzewiecki przyjął rozkaz niechętnie, wiedząc o braku doświadczenia swoich podkomendnych. W czasie konwojowania doszło do próby ucieczki grupy Niemców, którzy prawdopodobnie zaatakowali eskortujących, zmuszając ich tym samym do obrony. W wyniku strzelaniny zginęło kilku niemieckich internowanych, a propaganda III Rzeszy wykorzystała ten fakt, nazywając konwój „marszem śmierci”. Po doprowadzeniu internowanych do Warszawy, kapitan Drzewiecki oraz jego podkomendni walczyli w obronie miasta i dostali się do niewoli.
W marcu 1942 Drzewiecki wraz z trzydziestoma siedmioma innymi Polakami stanął przed niemieckim Sądem Specjalnym w Bydgoszczy. Wszystkim zarzucono zamordowanie 150 Niemców podczas marszu śmierci do Łowicza. Podczas procesu wyszło na jaw, że zgromadzone przez niemiecką prokuraturę dowody są mocno poszlakowe, a akt oskarżenia obfituje w niejasności i niedopowiedzenia. Sąd uznał jednak arbitralnie, że w czasie „marszu śmierci” zabito i raniono 49 Niemców, choć nie był w stanie wymienić ani jednej ofiary z imienia i nazwiska. W rezultacie dwudziestu jeden oskarżonych – w tym Drzewiecki – zostało skazanych na karę śmierci.
Kapitan Jan Drzewiecki został powieszony 1 lipca 1942 w garażu na zapleczu budynku Gestapo przy ul. Bydgoskiej w Toruniu, co było świadomym złamaniem postanowień III konwencji genewskiej, dotyczącej traktowania jeńców wojennych. Ciało kapitana Niemcy wywieźli do lasu w Olku i zakopali w młodym zagajniku. 23 lipca 1945, ciało odkryto przypadkowo i złożono następnego dnia na toruńskim cmentarzu NMP przy ulicy Wybickiego.